# Sniper: Art of Victory
Sniper: Art of Victory es un videojuego de disparos en primera persona de City Interactive publicado en 2008 para la PC, ambientado durante la Segunda Guerra Mundial. El jugador asume el papel de un francotirador aliado del ejército rojo que debe tomar parte en operaciones en Rusia e Italia.

## Modo de Juego
Sniper: Art of Victory consta de una serie de misiones en las cuales el jugador tendrá que completar un número de objetivos para finalizarlas con éxito. Antes de iniciar cada misión se pueden leer las órdenes en la pantalla de carga, y en algunas partes del juego se observarán algunas escenas cinemáticas que sirven para mostrar algunos objetivos.
Durante el juego el mapa es una herramienta muy importante que muestra la ubicación de objetivos, puntos de interés, puntos de ubicación de francotirador y también muestra unidades enemigas en estado de alerta.

## Características
El juego utiliza un sistema balístico avanzado donde se tiene en cuenta la fuerza de gravedad al igual que el viento y la respiración del tirador. Cuando se acierta un disparo en la cabeza de un soldado enemigo, la cámara cambia mostrando una escena de animación del disparo que sigue la bala en su recorrido hasta alcanzar el blanco.

## Misiones
1. The Fist Blood
2. Escape
3. Allies
4. Transport
5. Assignment
6. Playing Hide-and-Seek
7. Landing
8. Gunrush

- Datos: Q3487168